# Les Lindarets

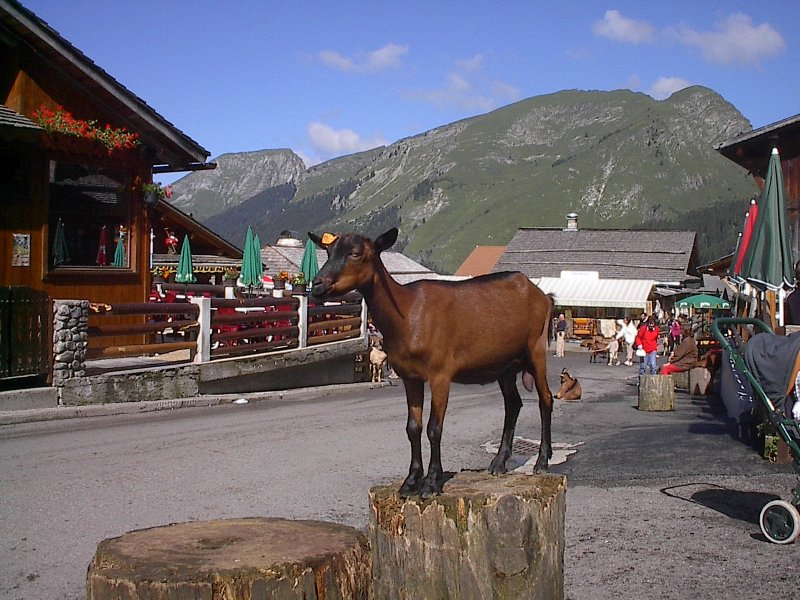
Las cabras posan para los fotógrafos en el pequeño pueblo de Les Lindarets.

- Esta obra contiene una traducción  derivada de «Les Lindarets» de Wikipedia en francés, concretamente de esta versión, publicada por sus editores bajo la Licencia de documentación libre de GNU y la Licencia Creative Commons Atribución-CompartirIgual 4.0 Internacional.

## Presentación
Les Lindarets es un pequeño pueblo ubicado a 1,467 m de altitud en el municipio de Montriond, (Francia) en el departamento de Alta Saboya y la región Auvernia Ródano Alpes. 
Se acostumbra llamar a esta aldea "Pueblo de las Cabras" debido a un rebaño de cabras que habita ahí en libertad durante el verano.
Los numerosos "chalets de pasto alpino", lugares donde se llevan los rebaños durante el verano, son ahora restaurantes donde se ofrece comida gastronómica y cocina tradicional; y tiendas de recuerdos y de productos regionales: en especial quesos y embutidos. 
En verano, además de la visita del pueblo, Les Lindarets es el punto de partida de varios recorridos de caminata hacia lugares de interés cercanos, como cascada de los Brocheaux.
En invierno, se puede esquíar en Les Lindarets. Es un punto de paso entre las estaciones de ski de Avoriaz, Châtel y Les Crosets (Suiza) en el corazón del espacio de Portes du Soleil.

## Galería de imágenes

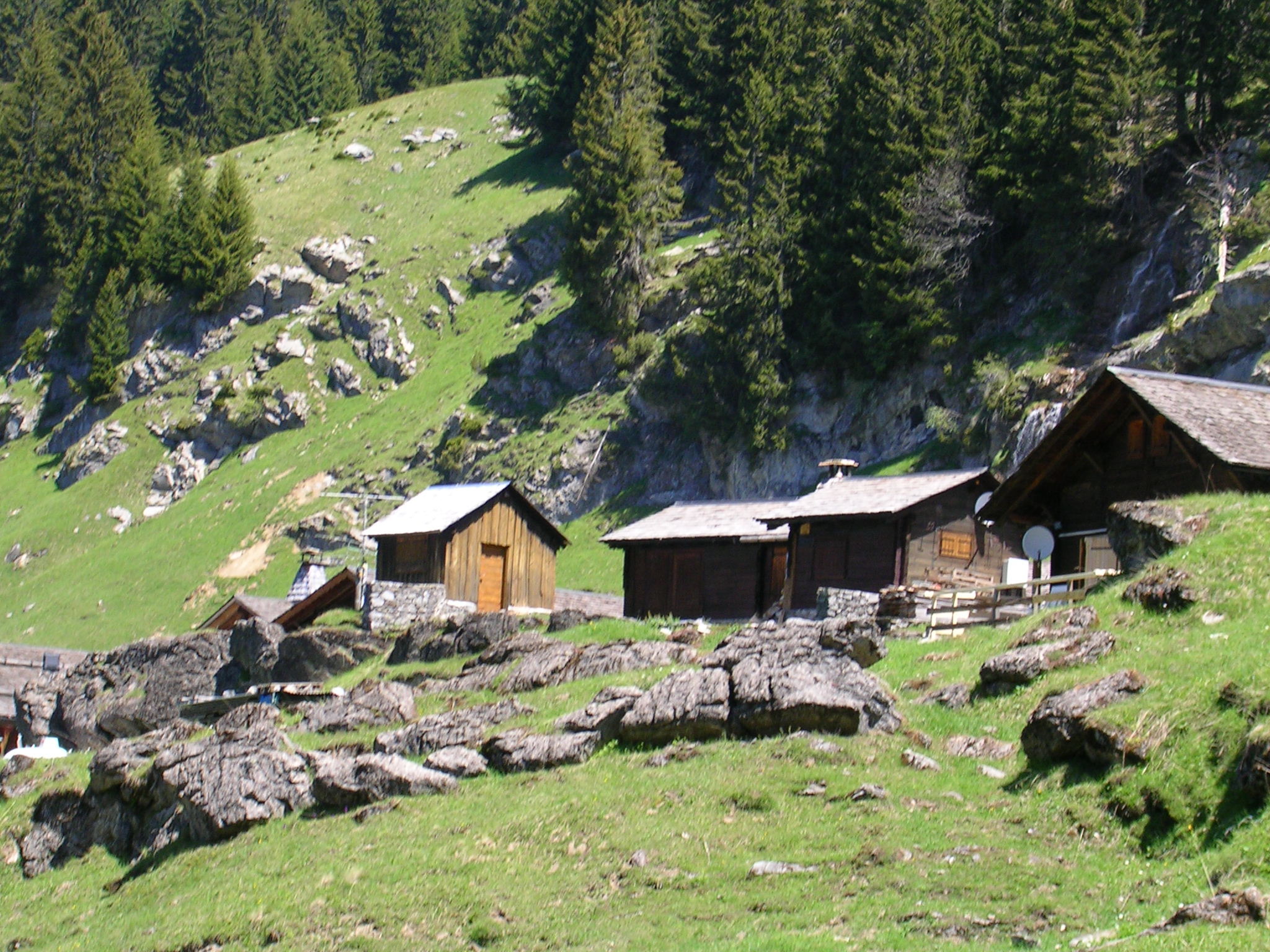
Chalets de Les Lindarets.
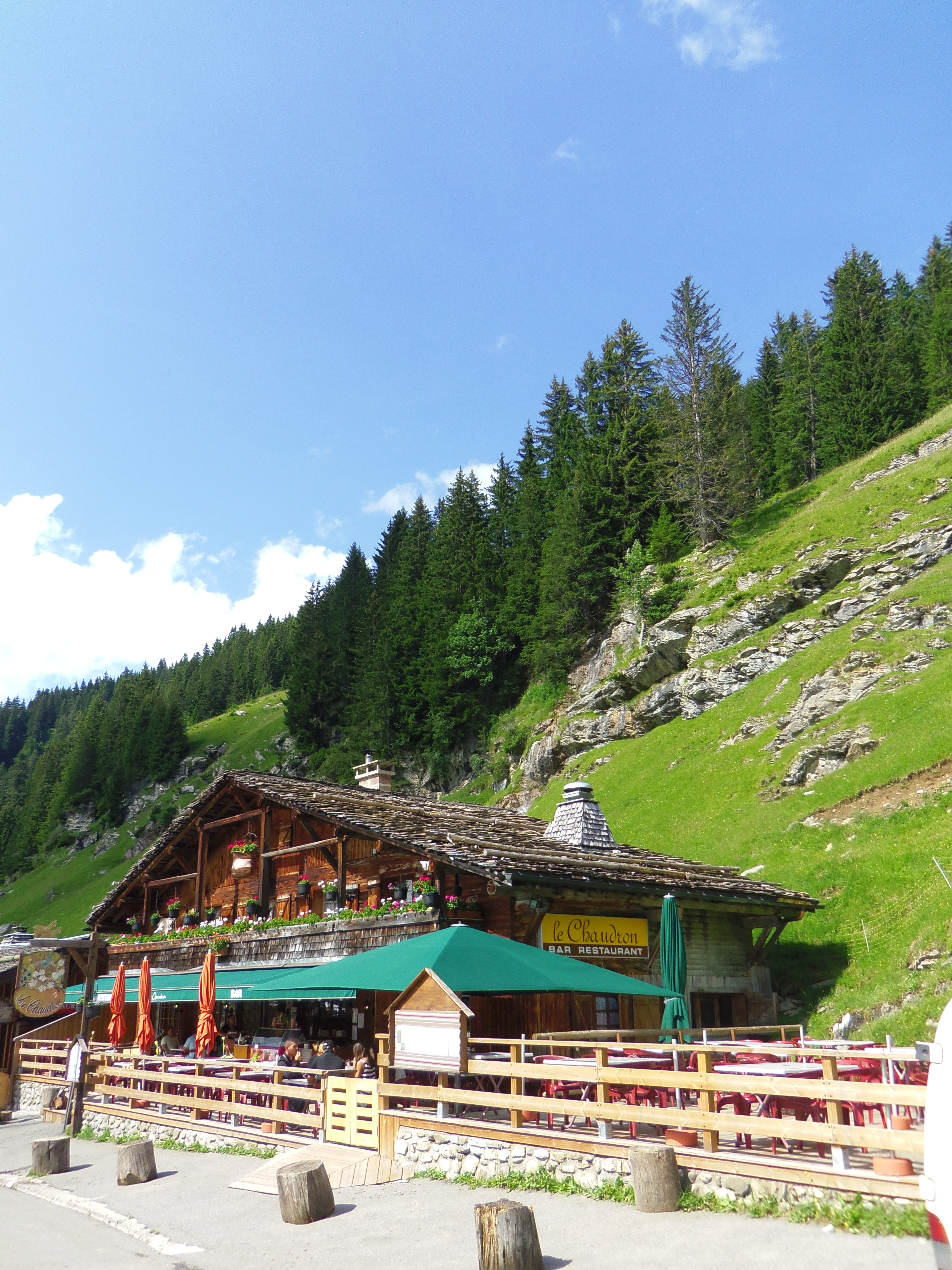
Chalet típico, hoy restaurante.
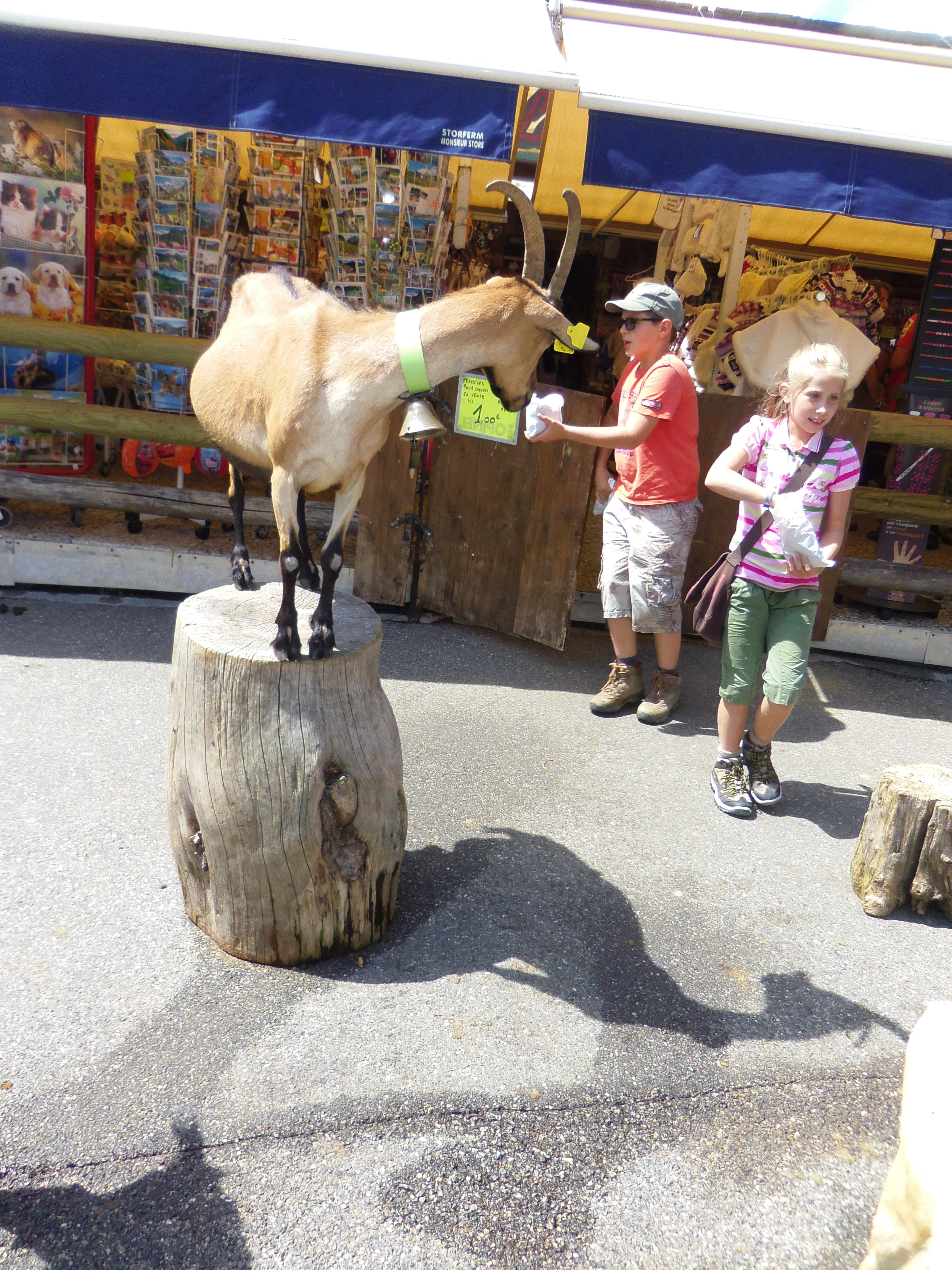
Las cabras, paseando en el pueblo
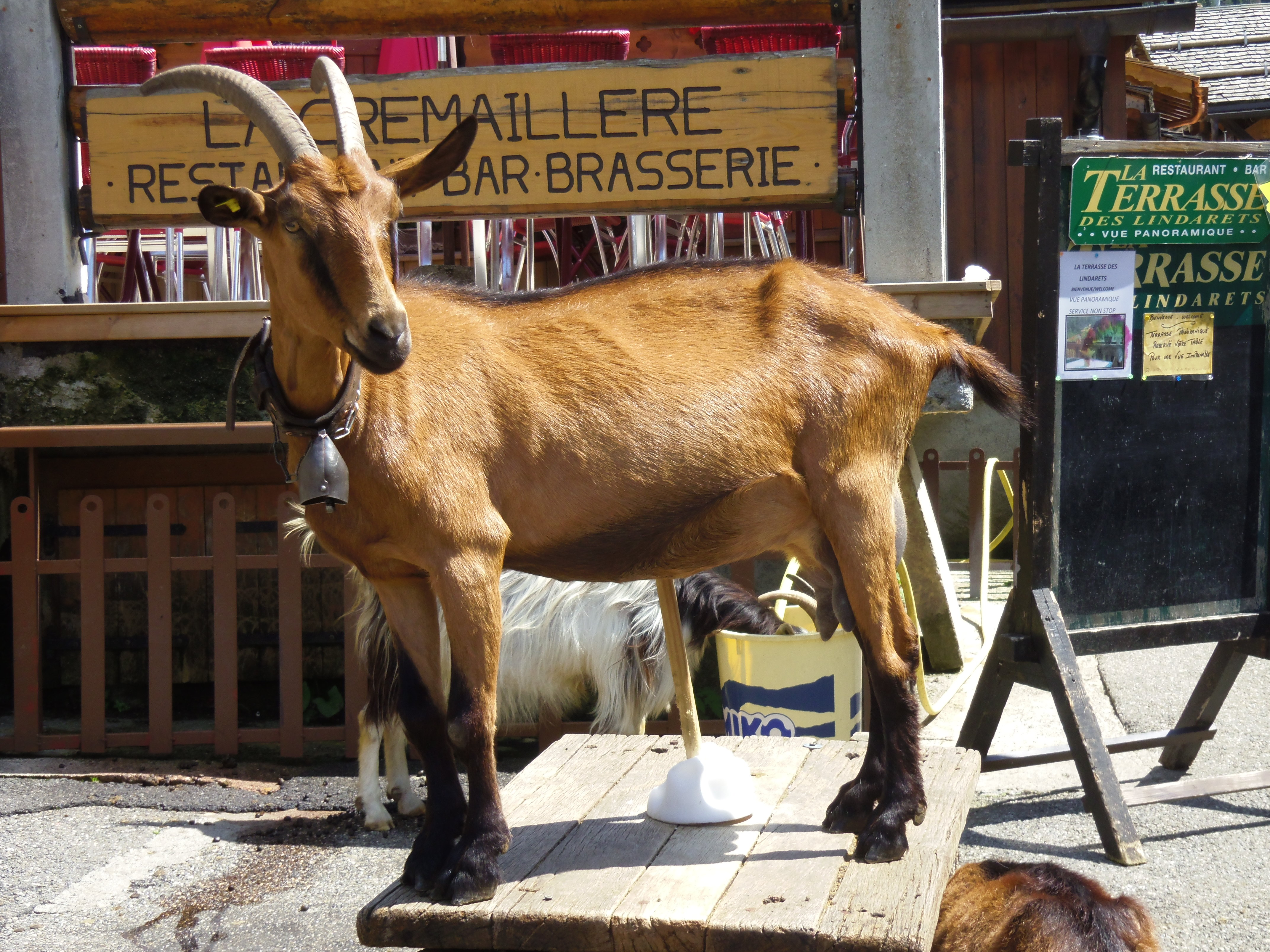
Para la foto
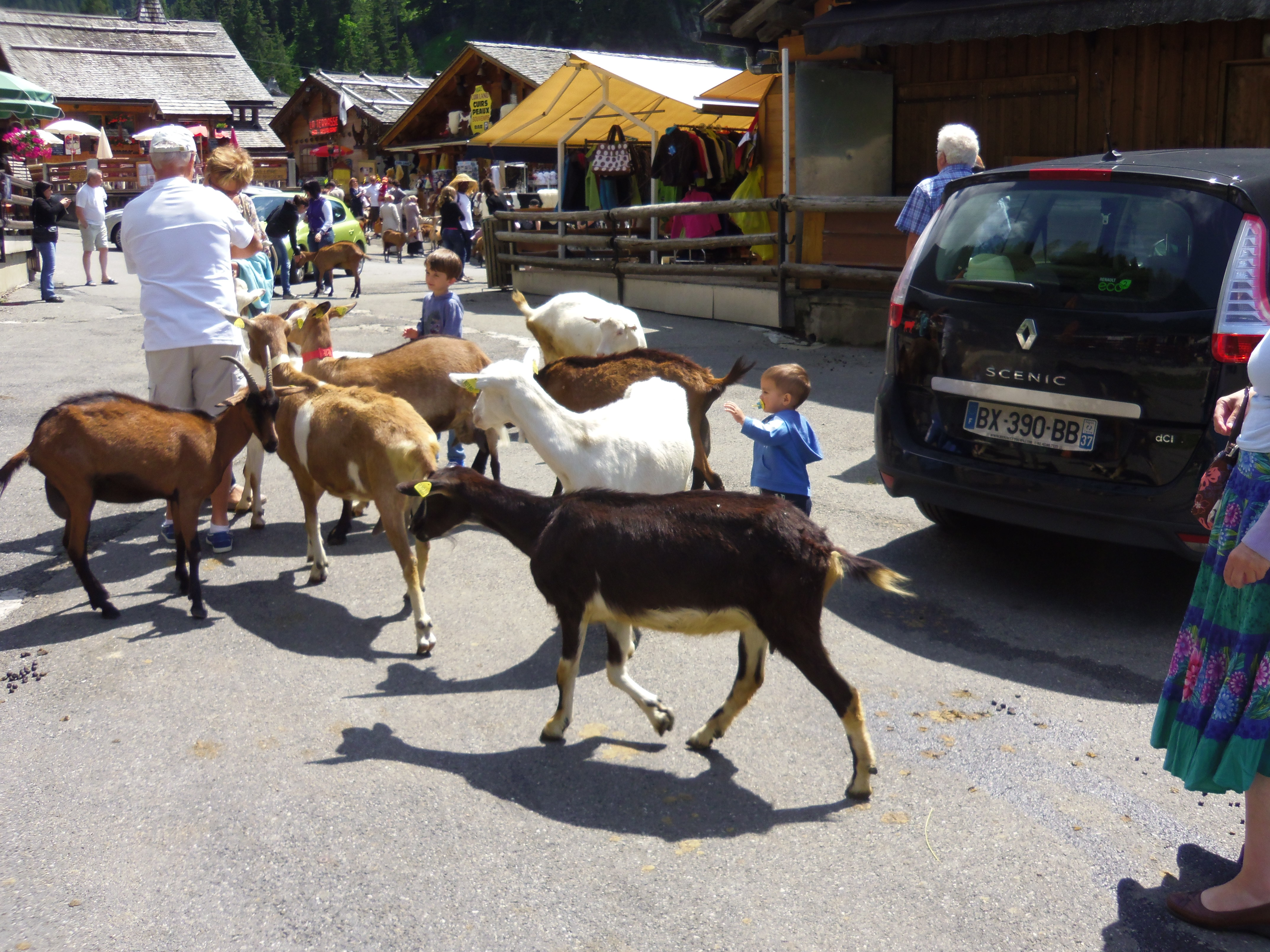
Para el placer de los niños
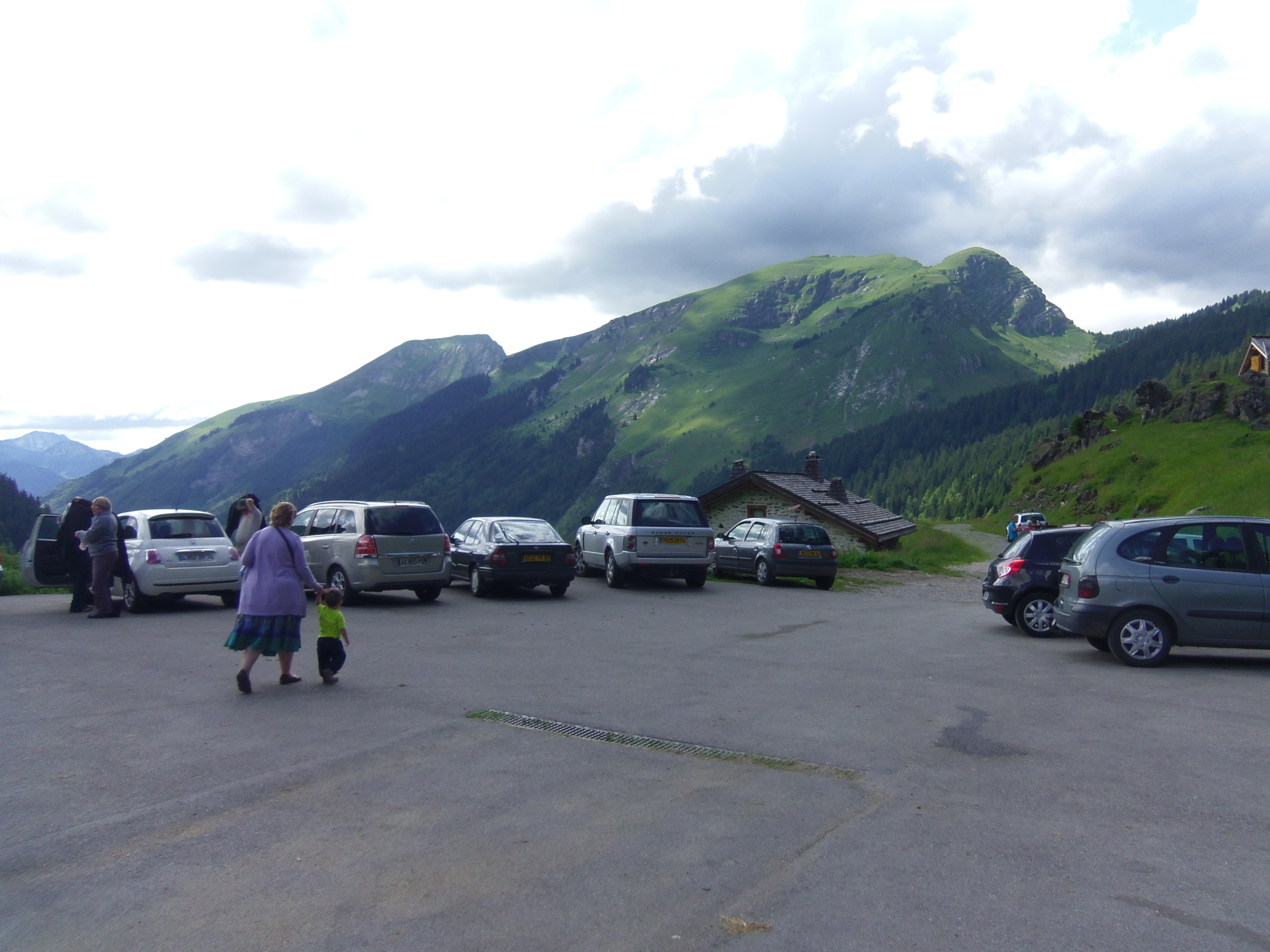
Montaña dominando el estacionamiento
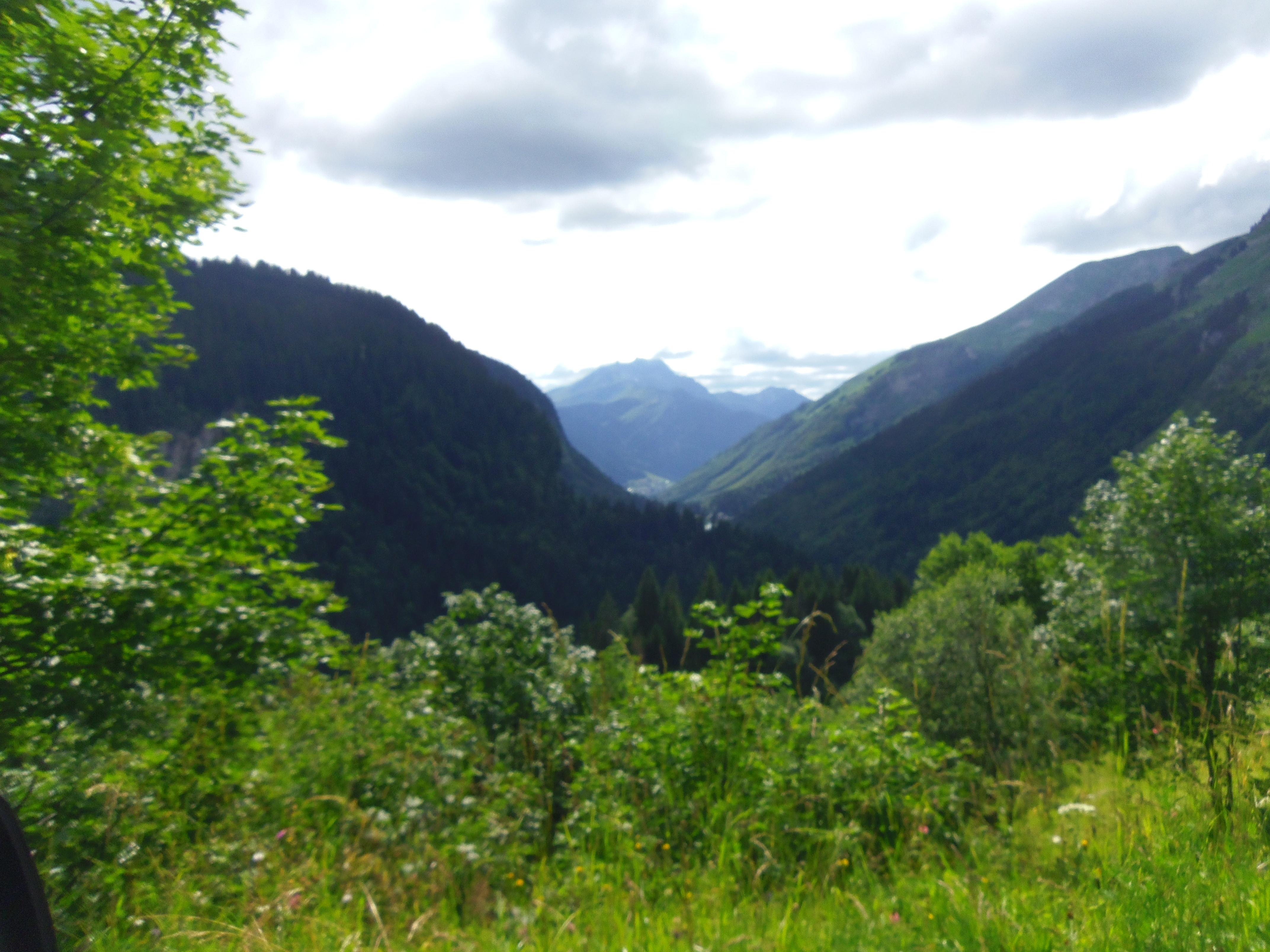
Vista sobre el valle desde Les Lindarets